# Daniel da Silva Soares
Daniel Ricardo da Silva Soares (* 30. Januar 1982 in Felgueiras) ist ein portugiesischer Fußballspieler auf einer Position im Mittelfeld.

## Karriere
Dani startete seine Karriere im Jahr 2001 bei seinem Heimatverein FC Vizela in der portugiesischen Segunda Divisão und wechselte 2006 zum FC Paços de Ferreira in die SuperLiga. Nach einem halben Jahr wechselte er im Januar 2007 erneut den Verein und kam zu CFR Cluj in die rumänische Liga 1. Während seiner Zeit bei CFR Cluj konnte er fünf Titel gewinnen – zweimal die rumänische Meisterschaft und dreimal den rumänischen Pokal. Im Sommer 2010 verließ Dani Rumänien und wechselte nach Griechenland zu Iraklis Thessaloniki. Nach einem Jahr verließ er Iraklis wieder und schloss sich dem Ligarivalen Skoda Xanthi an. Nach zwei Spielzeiten im Mittelfeld der Super League verließ er Xanthi im Sommer 2013 und kehrte zu Vitória Setúbal in sein Heimatland zurück. Dort spielte er mit seinem neuen Team um den Klassenverbleib. War er in den ersten beiden Jahren noch Stammkraft, saß er in der Saison 2015/16 häufig auf der Ersatzbank. Im Sommer 2016 verließ er Setúbal zum FC Vizela in die Segunda Liga.

## Erfolge/Titel
- Rumänischer Meister (2): 2007/08, 2009/10
- Rumänischer Pokalsieger (3): 2007/08, 2008/09, 2009/10